# Powiat Ama (Aichi)
Powiat Ama (jap. 海部郡 Ama-gun) – powiat w Japonii, w prefekturze Aichi. W 2020 roku liczył 74 046 mieszkańców.

## Miejscowości
- Kanie
- Ōharu
- Tobishima

## Historia[2]

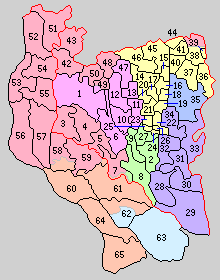
Powiat Ama (1–65 – 1889 r.)

- Powiat został założony 1 lipca 1913 roku w wyniku połączenia powiatów Kaitō (2 miejscowości, 10 wiosek) i Kaisai (1 miejscowość, 6 wiosek).
- 1 października 1910 – część wioski Jimokuji została włączona w teren miejscowości Kiyosu (z powiatu Nishikasugai).
- 1 kwietnia 1925 – część wioski Saori została włączona w teren miejscowości Tsushima.
- 1 sierpnia 1932 – wioska Jimokuji zdobyła status miejscowości. (4 miejscowości, 15 wiosek)
- 3 listopada 1939 – wioska Saori zdobyła status miejscowości. (5 miejscowości, 14 wiosek)
- 1 stycznia 1943 – część miejscowości Jimokuji została włączona w teren miejscowości Kiyosu (z powiatu Nishikasugai).
- 11 lutego 1944 – wioska Tomida zdobyła status miejscowości. (6 miejscowości, 13 wiosek)
- 1 marca 1947 – miejscowość Tsushima zdobyła status miasta. (5 miejscowości, 13 wiosek)
- 1 czerwca 1949 – wioska Nan'yō zdobyła status miejscowości. (6 miejscowości, 12 wiosek)
- 1 stycznia 1955 – wioska Kamori została włączona w teren miasta Tsushima. (6 miejscowości, 11 wiosek)
- 1 kwietnia 1955: (7 miejscowości, 8 wiosek)
  - wioska Saya połączyła się z częścią wsi Ichie i zdobyła status miejscowości.
  - miejscowość Yatomi powiększyła się o teren wiosek Nabeta oraz Ichie.
- 1 października 1955 – miejscowości Nan'yō i Tomida zostały włączone w teren miasta Nagoja. (5 miejscowości, 8 wiosek)
- 1 kwietnia 1956 – wioska Eiwa została podzielona: część połączyła się z miejscowością Kanie, część z wioską Jūshiyama, część z miejscowością Saya, a reszta – z miastem Tsushima. (5 miejscowości, 7 wiosek)
- 1 stycznia 1958 – wioska Miwa zdobyła status miejscowości. (6 miejscowości, 6 wiosek)
- 1 kwietnia 1966 – wioska Shippō zdobyła status miejscowości. (7 miejscowości, 5 wiosek)
- 1 kwietnia 1975 – wioska Ōharu zdobyła status miejscowości. (8 miejscowości, 4 wioski)
- 1 kwietnia 2005 – w wyniku połączenia miejscowości Saya, Saori oraz wsi Hachikai i Tatsuta powstało miasto Aisai. (6 miejscowości, 2 wioski)
- 1 kwietnia 2006 – miejscowość Yatomi połączyło się z wioską Jūshiyama i zdobyła status miasta. (5 miejscowości, 1 wioska)
- 22 marca 2010 – w wyniku połączenia miejscowości Shippō, Jimokuji i Miwa powstało miasto Ama. (2 miejscowości, 1 wioska)